# Новая Криуша
Новая Криуша — село в Калачеевском районе Воронежской области.
Административный центр Новокриушанского сельского поселения.

## География

### Улицы
| - ул. 40 лет Победы, - ул. Восточная, - ул. Заречная, - ул. Зелёная, - ул. Клубная, - ул. Лозовая, - ул. Луговая, - ул. Набережная, | - ул. Садовая, - ул. Советская, - ул. Степная, - ул. Трудовая, - ул. Широкая, - ул. Школьная, - ул. Южная, | - пер. Клубный, - пер. Школьный. |